# Marta Jeschke
Pour les articles homonymes, voir Jeschke.
Marta Jeschke (née le 2 juin 1986 à Wejherowo) est une athlète polonaise, spécialiste du 200 m.

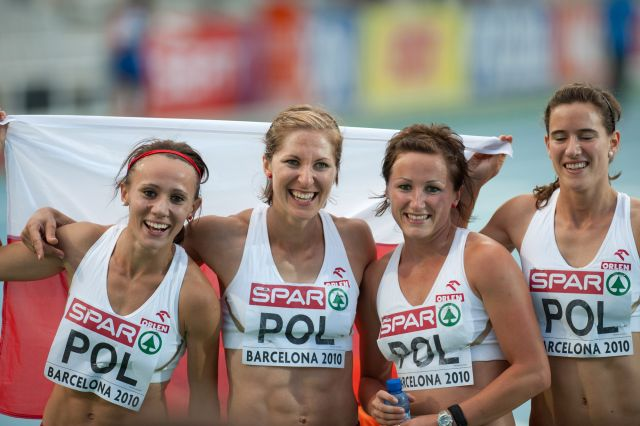
Marta Jeschke avec ses coéquipières du relais 4 × 100 m lors des Championnats d'Europe 2010 (2nde à droite).

 Son meilleur temps est de 23 s 41, réalisé à Bochum en août 2007. Elle remporte la médaille de bronze lors des Championnats d'Europe d'athlétisme 2010, en battant le record national avec ses coéquipières Marika Popowicz, Daria Korczyńska et Weronika Wedler.

## Palmarès
| Date | Compétition                   | Lieu           | Résultat | Épreuve   |
| ---- | ----------------------------- | -------------- | -------- | --------- |
| 2005 | Championnats d'Europe juniors | Kaunas         | 1re      | 4 × 100 m |
| 2007 | Championnats d'Europe espoirs | Debrecen       | 3e       | 100 m     |
| 2007 | Championnats d'Europe espoirs | Debrecen       | 3e       | 4 × 100 m |
| 2009 | Universiade                   | Belgrade       | 2e       | 4 x 100 m |
| 2010 | Championnats d'Europe         | Barcelone      | 3e       | 4 × 100 m |
| 2011 | Jeux mondiaux militaires      | Rio de Janeiro | 2e       | 4 x 100 m |
| 2012 | Championnats d'Europe         | Helsinki       | 3e       | 4 × 100 m |